# Mer de Samar
La mer de Samar est une  partie de la  mer des Philippines,. Située dans l'archipel philippin, elle est délimitée au nord par la péninsule Bicol de Luçon, à l'est par l'île de Samar, au sud par celle de Leyte et à l'ouest par celles de Masbate et Ticao. Elle communique avec le reste de la mer des Philippines au nord-est par le détroit de San-Bernardino, le golfe de Leyte au sud-est par le détroit de San Juanico, la mer de Visayan au sud-ouest par le détroit séparant Leyte de Masbate et la mer de Sibuyan au nord-est par la détroit séparant Masbate de Ticao.